# Грузинский феодализм

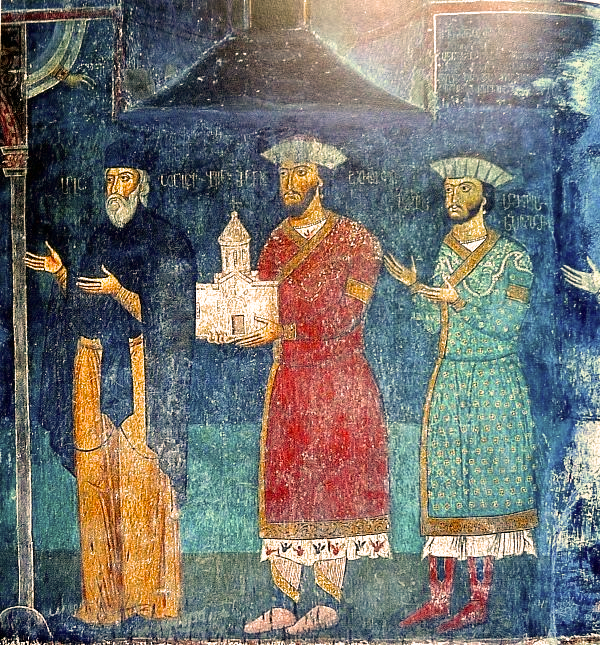
Светские и клерикальные феодалы из рода Джакели (XIV век). Фреска монастыря Сапара.

Грузинский феодализм (груз. პატრონყმობა) — система личной или вассального зависимости в древней и средневековой Грузии. Возникла из племенно-династической организации общества, на которую королевской властью была наложена официальная иерархия региональных губернаторов, местных чиновников и подчинённых. Считается, что его корни уходят в древнегрузинское или Иберийское общество эллинистического периода.

## Ранний период
В средневековый период грузинский феодализм прошёл три отдельные фазы. В первый период, который, как считается, длился с VIII по XI век, грузинское общество было организовано как сеть личных связей, связывающих царя с дворянами различных сословий. К началу IX века в Грузии уже была развита система, в которой дань уважения обменивалась на бенефиций.

## Развитие

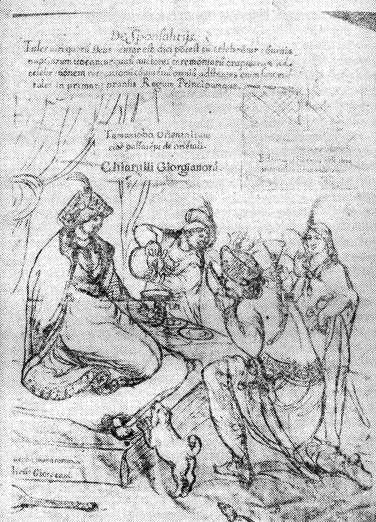
«Развлечение грузинской принцессы» (XVII век). Рисунок из путевых заметок Кристофоро Кастелли.

Второй период начался в XI веке и был апогеем грузинского феодализма. Эта система характеризовалась официально установленными отношениями между личными связями и владением территорией, при этом одни земли отдавались пожизненно (сакаргави), а другие — в отношениях между личными связями и оккупацией территории (мамули). Последние постепенно вытеснили первых, и земля постепенно перешла от условного владения к наследственному, процесс завершился только в конце XV века. Тем не менее, наследственная передача владения оставалась зависимой от отношений вассала со своим господином.
Это была также эпоха рыцарства, увековеченная в средневековых грузинских эпосах, в первую очередь в «Витязь в тигровой шкуре» Шота Руставели. Аристократическая элита этого периода делилась на два основных класса: высшие дворяне, чьё династическое достоинство и феодальные качества выражались в терминах тавади и дидебули соответственно; оба этих термина с XI по XIV века были синонимами с эристави, и все три термина относились к одному из высших дворян, «принцу». Младшие вельможи, азнаури, были либо «дворянами расы» («мамасеулни или натесавит азнаурни»), либо «патентами» («агзеебулни азнаурни»), которые приобрели свой статус в определённых хартиях, изданных царём. Власть феодальной знати над крестьянством также увеличилась, земледельцы начали терять некоторую степень личной свободы, которой они раньше пользовались. Согласно одному современному закону, дворянин мог найти и вернуть беглого крестьянина в течение 30 лет после его бегства. Таким образом, в этот период грузинский феодализм по сути приобрёл форму типичного крепостного права.

## Падение

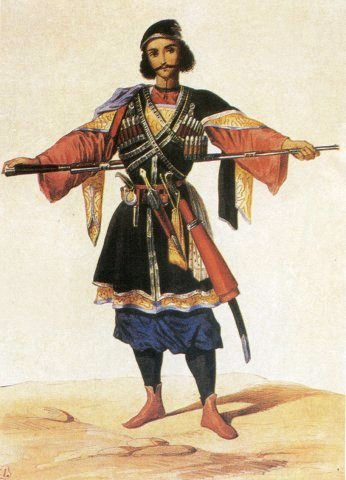
Грузинский князь из Имеретии (1850-е). Картина Григория Гагарина.

Монгольское господство в XIII веке нанесло удар не только по процветанию и региональной гегемонии Грузии, но и остановило её социальную систему. После краткого возрождения XIV века наступили долгие сумерки. Постепенный процесс распада грузинской феодальной системы начался в XV веке и стал более заметным в XVI и XVII веках. Вассальные отношения часто оказывались под сомнением, их легитимность перестала составлять основу упавшей царской власти. Теперь соперничество между короной и её вассалами превратилось в борьбу между слабым государством и всё более независимыми князьями. К XVIII веку грузинская феодальная элита установила новую систему, известную как тавадоба: правление князей, в котором вассальная иерархия больше не имела существенной силы. Благодаря своей власти и царской слабости князья и знать смогли порвать со своим сувереном и стать правителями в своих провинциях. Зависимая знать, азнаури, разделилась на три группы: вассалы царя, вассалы тавади и вассалы католикосов; они стояли между крестьянством и знатью. Азнаури были связаны со своими повелителями сильнее, чем великие князья со своим царём.

## Феодальная иерархия

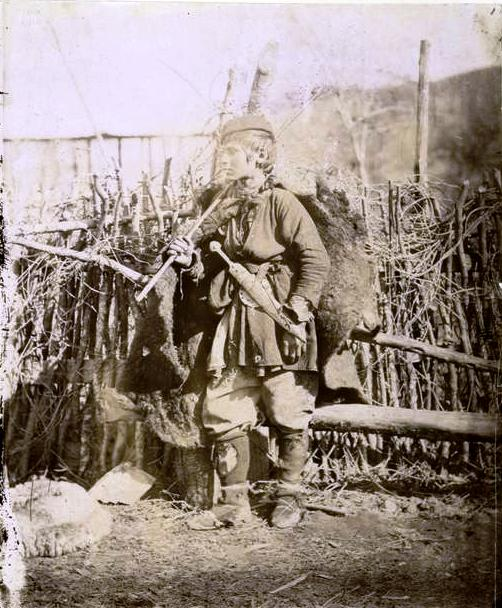
Грузинский крестьянин (пастух) (1880-е).

Это иерархическое разделение грузинского феодального общества позже было систематизировано царём Вахтангом VI (1716–1724 гг.). Был узаконен «вергельд» или кровные деньги.
Во времена когда Грузия просила защиты Российской империи грузинское общество было жёстко иерархичным. Сравнительно большая часть, 5% населения, принадлежала к дворянству. Высшие круги общества были членами царской семьи Багратиони. Сразу под ними шли князья, тавади. В Королевстве Картли самыми престижными князьями были главы пяти «самых благородных» кланов — Орбелиани, Амилахвари, Цицишвили и двух кланов эристави — и мелик Сомхити. Члены этих кланов превосходили другие знатные кланы. Ниже князей находилась безымянная знать, азнаури, состоящая из «тахтис азнаури», зависимых от царя, и «мцире азнаури», зависимых от князей, «тахтис азнаури», и Церковь. Королевские вассалы, такие как «моурави», превосходили вассалов церкви, которые, в свою очередь, превосходили вассалов знати. Многие «азнаури» были довольно бедны и жили не лучше крестьян, но их статус предполагал определенные привилегии и освобождения от повинностей. До 1800-х годов грузинские князья не только обладали почти неограниченной властью над своими имениями и закрепленным крестьянством, но и обладали полицейской и судебной властью. Самый высокий чиновник, назначенный королем для управления городами и деревнями, «моурави», почти всегда был дворянином из высших слоев и часто занимал это положение как наследственную привилегию.
Позже прежняя основа грузинского общества, «патронкмоба» или отношения властелин-вассал, была заменена принципом «батонкмоба» (ბატონყმობა, от «батони»), что лучше всего может быть передано как «отношения собственник-крепостной». Кодекс Вахтанга просуществовал под властью России до 1840-х годов, когда феодальная система в Грузии была окончательно организована по образцу русского крепостного права.